# 瘦西湖街道
瘦西湖街道，是中华人民共和国江苏省扬州市邗江区下辖的一个乡镇级行政单位。

## 行政区划
瘦西湖街道下辖以下地区：
园林社区、友谊社区、滨湖社区、园林村、堡城村和综合村。